# Ricoldo da Monte di Croce

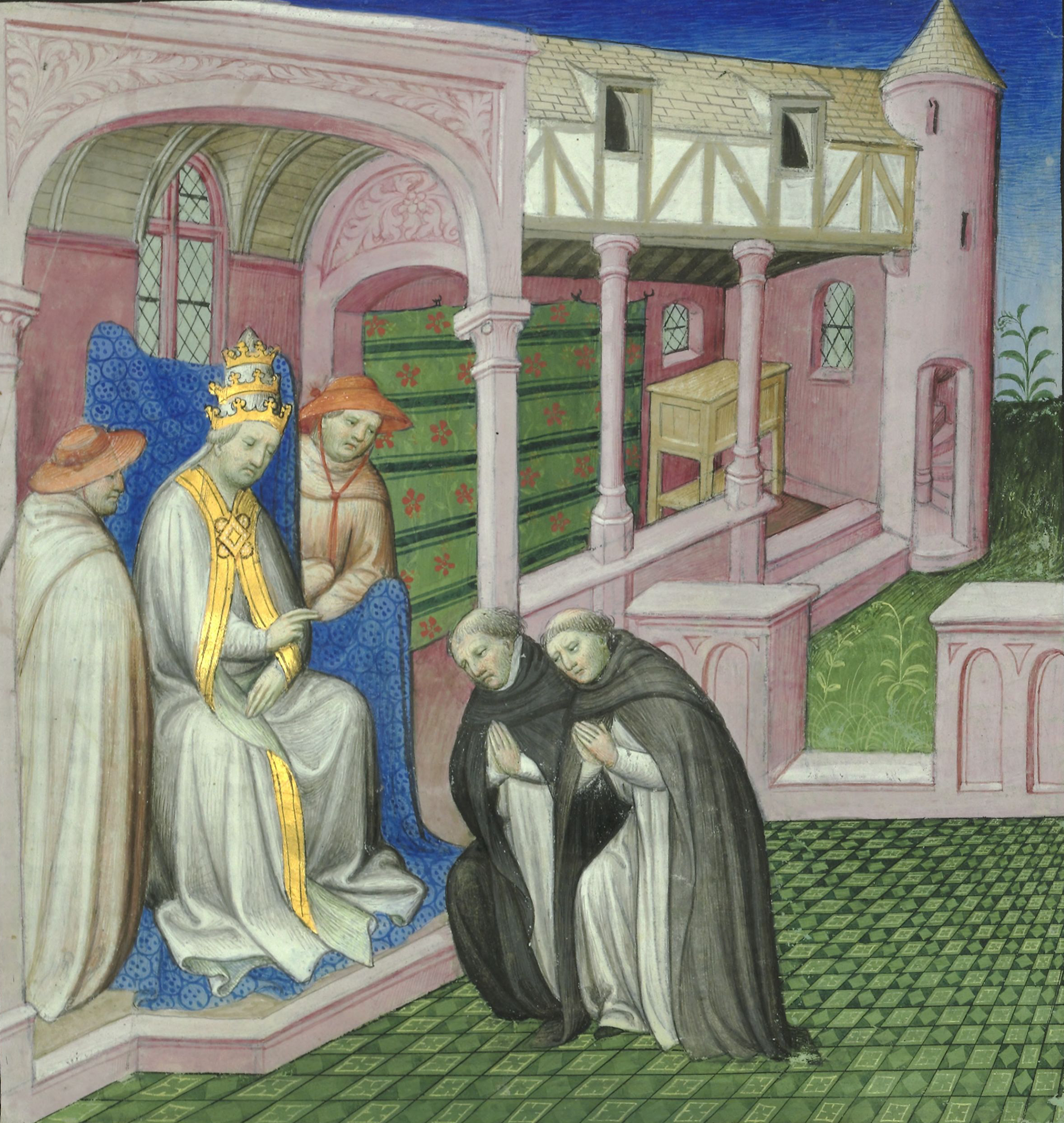
Ricoldo da Monte di Croce und Papst Nikolaus IV.

Ric(c)oldo da Monte di Croce OP (lateinisch: Ricoldus de Monte Crucis; * um 1243 in Florenz; † 31. Oktober 1320 ebenda) war ein Dominikaner und Orientmissionar. Er reiste 1288 als Prediger über Akkon, Kilikien, Erzurum und Täbriz nach Bagdad, von wo er um 1300 nach Florenz zurückkehrte. Die nach seiner Reise geschriebene Koranwiderlegung Contra legem Sarracenorum erfuhr große Bedeutung und wurde mehrfach übersetzt, unter anderem 1542 ins Deutsche von Martin Luther unter dem Titel Verlegung des Alcoran.
Es war eine Schrift gegen die das Oströmische Reich bedrohenden Osmanen, die Demetrios Kydones (1324–1397) um 1350 aus dem Lateinischen ins Griechische übertragen und die Bartholomäus Picenus von Monte Arduo 1506 wieder ins Lateinische zurückübersetzt hatte. Sie diente als Streitschrift gegen den Islam und als Aufforderung an König Ferdinand II. von Aragón zum Kreuzzug. Der lateinische Titel lautete: Confutatio Alcorani seu legis Saracenorum/ex graeco nuper in latinum traducta.

## Werke
- Contra legem Sarracenorum
- Libellus ad nationes orientales
- Liber Peregrinationis (später als Itinerarium bezeichnet; Autobiographie)